# Pas de Llebre
El Pas de Llebre és una collada situada a 946,2 msnm en el terme municipal d'Isona i Conca Dellà (antic terme d'Orcau), al Pallars Jussà.
És a la carena que és continuació cap a llevant del turó on es dreça el Castell d'Orcau, a la Costa del Llarg. Queda just a migdia de Sant Corneli.

## Etimologia
És un topònim romànic modern, amb un primer component, pas, de caràcter descriptiu, i un segon element que cal associar amb les activitats cinegètiques, freqüents a la zona.